# Stenocactus lamellosus
Stenocactus lamellosus es una especie de planta fanerógama perteneciente a la familia Cactaceae. 

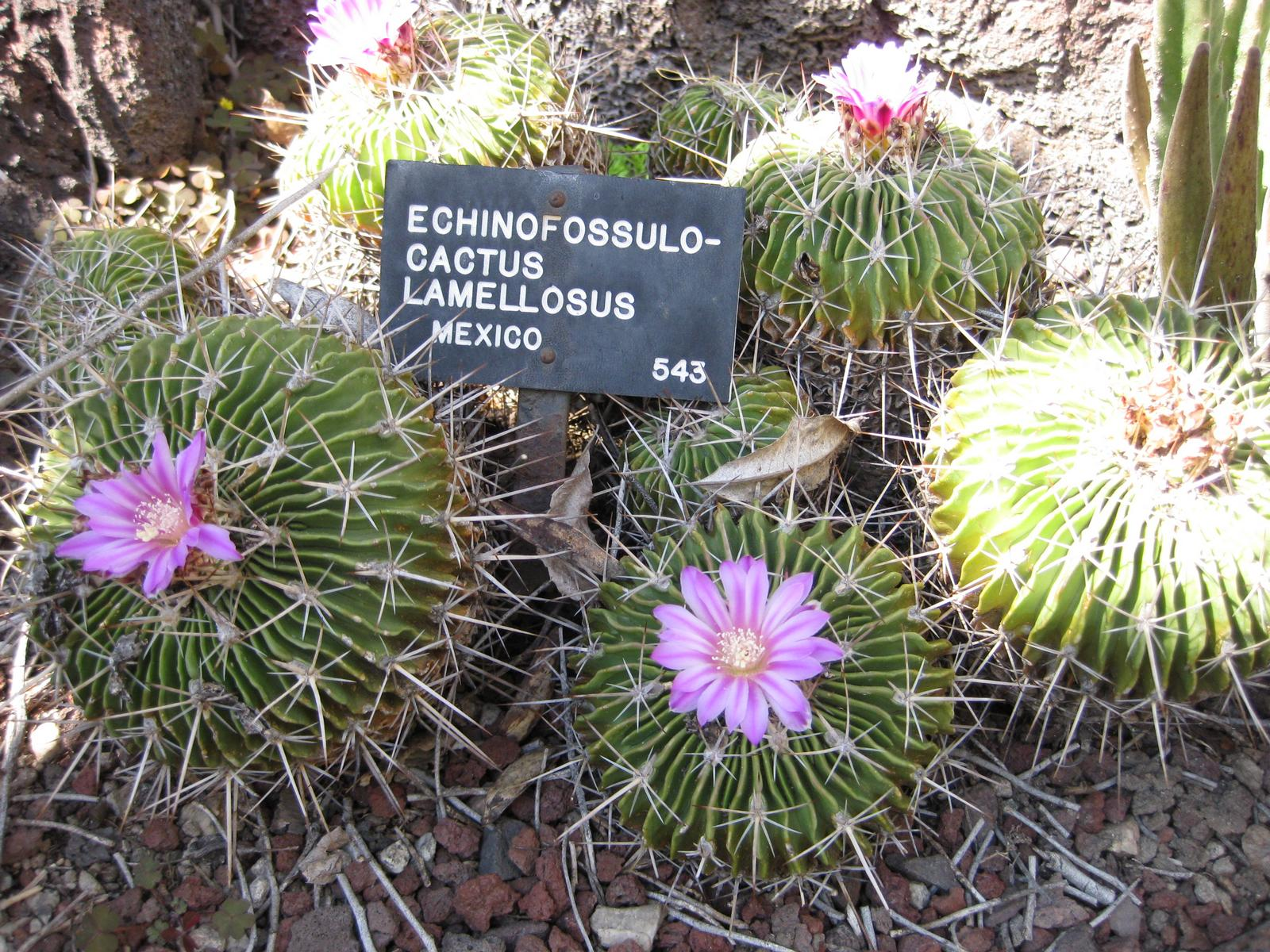
Vista de la planta

## Distribución y hábitat
Es endémica de México. Su hábitat natural son los áridos desiertos.  Es una especie extendida por todo el mundo como planta ornamental.

## Descripción
Es una planta perenne carnosa y globosa con la hojas armadas de espinos, de color verde y con las flores de color blanco y rosa. 

## Taxonomía
Stenocactus lamellosus fue descrita por (A.Dietr.) A.Berger ex A.W.Hill y publicado en Index Kewensis 8: 228. 1933.
Etimología
Stenocactus: nombre genérico que deriva de las palabras griegas: στενός stenos que significa "estrecho",  en referencia a las costillas, que son muy delgadas en la mayoría de las especies de este género.
lamellosus: epíteto
Sinonimia
- Echinocactus hastatus Hopffer
- Echinocactus lamellosus A. Dietr.
- Echinofossulocactus confusus Britton & Rose
- Echinofossulocactus crispatus fo. confusus (Britton & Rose) P.V. Heath
- Echinofossulocactus crispatus fo. lamellosus (A. Dietr.) P.V. Heath
- Echinofossulocactus hastatus (Hopffer) Britton & Rose
- Echinofossulocactus lamellosus (A. Dietr.) Britton & Rose
- Echinofossulocactus sulphureus fo. hastata (Hopffer) P.V. Heath
- Stenocactus confusus (Britton & Rose) F.M. Knuth
- Stenocactus hastatus (Hopffer) A. Berger ex A.W. Hill